# Paria River
Der Paria River ist ein 153 Kilometer langer Nebenfluss des Colorado River im südlichen Utah und im nördlichen Arizona in den Vereinigten Staaten. Er entwässert eine zerklüftete und trockene Gegend nordwestlich des Colorado und durchfließt in seinem Lauf eindrucksvolle Canyons, wie sie für die Region charakteristisch sind.
Der Name ist abgeleitet von „Paria“ und stammt von John D. Lee, einem Mormonischen Pionier, der 1871 wegen seiner Beteiligung am Mountain Meadows Massacre von der Kirche Jesu Christi der Heiligen der Letzten Tage exkommuniziert wurde und sich zur Buße am Colorado River nahe der Mündung des Paria Rivers ansiedelte. Er betrieb dort die Fähre, die der Ansiedlung Lees Ferry den Namen gab.

## Verlauf
Der Ursprung des Paria Rivers liegt in Südutah, im Garfield County, nördlich der am Bryce-Canyon-Nationalpark gelegenen Ortschaft Tropic am Rande des Paunsaugunt-Plateaus, wo mehrere Quellflüsse zusammenkommen. Von dort fließt er südsüdwestlich durch das Kane County und das Grand Staircase-Escalante National Monument. Danach überquert er die Grenze nach Arizona, wo er sein Bett als Paria Canyon in das Paria Plateau eingegraben hat. Rund 8 km südwestlich von Page und unterhalb des dortigen Glen Canyon Dam mündet der Paria dann in den Colorado. Die letzten 32 km des Flusslaufs liegen im Vermilion Cliffs National Monument, das vom Bureau of Land Management verwaltet wird.

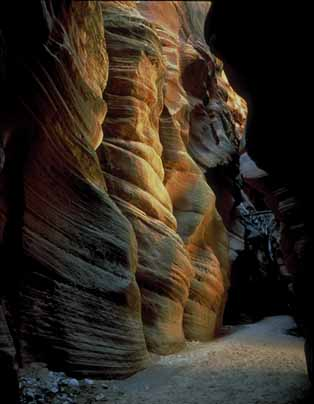
Buckskin Gulch

## Sehenswürdigkeiten
Der Paria River ist eines der attraktivsten Ziele der Region für Canyon-Touristen. Der Buckskin Gulch, ein Seitencanyon des Paria, gilt als einer der längsten und am tiefsten eingeschnittenen Slot Canyons der Vereinigten Staaten. Am Paria befinden sich auch eine Reihe sehenswerter historischer und geologischer Stätten. Etwas oberhalb der Mündung befindet sich der Ort Lees Ferry, weiter flussaufwärts sind noch einige Geisterstädte zu besichtigen. An den Felswänden über dem Fluss sind auch häufig Petroglyphen, also Felszeichnungen, zu erkennen, die hier von Indianern eingeritzt wurden. Für die Flora und Fauna stellt das Flusstal ein einzigartiges, aber auch gefährdetes Ökosystem dar, in dem sich seltene Arten erhalten haben.

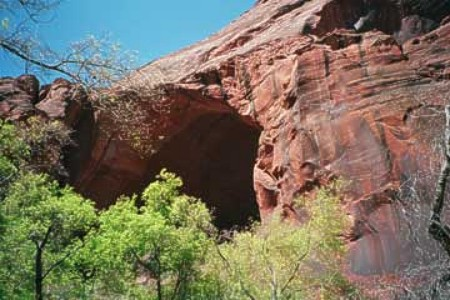
Wrather Arch im Paria Canyon

Im Canyon gibt es mehrere natürliche Steinbögen, sehenswert ist vor allem der Wrather Arch, ein durch die Erosion gebildeter Bogen aus Sandstein, der größte seiner Art in den USA außerhalb von Utah. Der Paria wurde vor der Unterschutzstellung regelmäßig als ideale Kulisse für Western-Filme genutzt, so für Buffalo Bill (1944), Sergeants 3 (1962) und The Outlaw Josie Wales (Der Texaner (1976)), die alten Filmsets können auch heute noch besucht werden.

## Naturschutz
Der Paria Canyon wurde 1984 als Teil der Paria Canyon-Vermilion Cliffs Wilderness unter den besonderes strengen Naturschutz eines Wilderness Areas gestellt und 2000 in das Vermillion Cliffs National Monument eingegliedert. Seitdem ist der Zugang zum Gebiet streng reglementiert. Tagesbesucher können von Süden bei Lee’s Ferry oder einem der beiden Eingänge in die Canyons auf der Nordseite in den Canyon wandern. Für längere Trekking-Touren, wie die etwa fünftägige Durchquerung von Buckskin Gulch und Paria Canyon, werden nur maximal 20 Personen am Tag zugelassen.